# 福田令寿
福田 令寿（ふくだ れいじゅ、1873年1月10日 - 1973年8月7日）は、日本の医師。教育者。社会事業家。熊本市名誉市民。

## 発音
- 百年史の証言には本人が「ふくだよしのぶ」と発音するとあるが、一般にはふくだ れいじゅと発音される。

## 略歴
略歴は以下のとおり
- 1873年（明治6年） - 1月10日熊本県下益城郡松橋町豊福に、蘭方医福田杏春の四男として生まれる。
- 1879年 (明治12年）- 豊福小学校中等科3級に入学。(現在の5年生の後期）
- 1986年 (明治19年）- 同高等科卒業。9月熊本普通学校入学。
- 1897年(明治20年) - 1月、英数研修会入学。5月、熊本英語学会(翌年熊本英学校と改称）入学。
- 1891年（明治24年） - アメリカ・ボードの宣教師O.H.ギュリキ(草場町教会牧師)から受洗。
- 1892年（明治25年） - 6月。熊本英学校卒業(海老名弾正校長 明治20年設立28年廃止）7月徴兵検査甲種合格。
- 1893年（明治26年） - 渡英。エジンバラで家庭教師に通い大学入試に備える。
- 1894年 (明治27年)- 2月、腸チフスにかかる。10月エジンバラ大学医学部入学。入試成績優秀で奨学金を受ける。
- 1895年（明治28年）3月 - 全英インターカレッジのエジンバラ大学の代表としてクロスカントリー出場
- 1900年 7月 エジンバラ大学医学部卒業 バチェラーオヴメディシン、サージェリーの学位を受ける。優等賞を受領
  - 7月ドイツ、マールブルク大学の産婦人科研究生となる。シンプソン教授の産婦人科に進む、アールフェルド教授に師事(百年史による）
  - ドイツでは、ドイツ語がよくわからなかったが、教授の手術などを見学したとある。
- 1901年 研究を打ちきり12月帰国。
- 1902年 村田忠次郎の末女マルと結婚。7月、京都市西陣地区で産婦人科開業。同志社女学校講師。ついて同志社中学校講師(英語）となる。
- 1903年 京都YMCA設立に尽力。副会長に就任。同会の事業私立英語学校長をつとめる。
- 1905年 2月から4カ月間、京阪地区YMCAを代表して日露戦争満州軍慰問。7月熊本に帰る。大日本私立衛生学県支部（のち県衛生会）産婆学及び産婆心得を担当。9月、熊本女学校校長に就任。(百年史による）
- 1905年（明治38年）3月 - 熊本フェイス学院高等学校校長就任。
- 1906年 キリスト教青年会万国会議でシンプソン博士の通訳をつとめ、名古屋、京都、大阪、広島、熊本と講演旅行に随行。
- 1907年（明治40年）5月 -熊本市山崎町66に 福田病院設立。
- 1908年 7月、無料診療所｢紫苑会治療所」を創立。その後30余年、その運営、診療に参与。10月。県医師会創立に尽力。理事会計主任に就任。
- 1910年 大日本衛生会支部で看護婦心得を担当。9月から大正元年（1912年）12月まで九州薬学専門学校で修身科嘱託講師。
- 1911年 8月から1年間、第五高等学校で英文学嘱託講師。
  - 時期は不明であるが、この頃ハンナ・リデルの家で英語しか使わない茶話会(月1回あり、20人位が出席）に出席していた。特に役職はなかったが、色々相談にのった。
- 1912年 11月、九州医師会創立に尽力。
- 1915年 1931年まで、県の嘱託講師として現職産婆の補習教育のために各郡市に出張指導。
- 1916年 11月、大日本医師会創立総会に熊本代表として出席。
- 1918年 月刊誌「衛生時報」を創刊。(1931年まで）
- 1920年 熊本女学校長を辞任。
- 1920年 県医師会学術部第1回総会で副部長。
- 1923年 11月日本医師会設立総会に熊本代表として出席。
- 1924年 医制発布50年にあたり日本医師会より表彰さる。4月より九州女学院で衛生、修身科講師。(1943年まで）
- 1926年 7月県医師会長に就任。7月熊本市塩屋町55に移転。
- 1927年 9月文部省の成人教育講師嘱託。
- 1928年 社会教育につき文部大臣表層。医事衛生につき県知事、日本医師会表彰。
- 1931年6月 県医師会長を辞任。
- 1933年 九州救ライ教会結成。理事に就任。
  - 時期は不明であるが、回春病院の評議員になる。ハンナ・リデルと後継者ライトの相談にのる。
- 1940年 結核予防事業につき県知事表彰。10月紀元2600年にあたり、厚生大臣、同記念全国社会事業大会から表彰。祝典に参加。
- 1941年 1月回春病院閉鎖。清算人代表として跡始末に尽力。
- 1942年 2月ライ患者の未感染児童の養護施設、立田寮寮長嘱託（1946年3月まで）
- 1943年 藍綬褒章受章。日本組合教会九州教区解散に当たり、歴史編集につき感謝状。
- 1945年 8月終戦。戦時中は町内会長を務める。
- 1946年 3月立田寮国立移管につき同寮長を辞任。
- 1947年 西山中学後援会長として校舎建設に尽力（県下で最初)
- 1948年 1月県児童福祉審議会初代委員嘱託。6月同胞援護会支部副支部長に就任。10月第1回県教育委員選挙に立候補。次点落選。11月。繰り上げ当選。
- 1949年 大江高校校長に就任。11月第2代県教育委員長に就任。(1956年まで）12月。熊本YMCA設立に尽力。理事長に就任。
- 1950年 2月、日本社会事業協会県支部長に就任。4月、県私学審議会委員に就任。
- 1951年 財団法人県社会福祉協議会初代会長。
- 1953年 5月、京都YMCA創立50周年にあたり感謝状を受ける。5月。学制80周年に際し教導感化につき文部大臣表彰。
- 1954年 大江高校長を辞任。11月 教育社会事業につき西日本文化賞。(西日本新聞社)
- 1955年 ニューデリーのアジア諸国会議に日本代表団の一人として出席。11月 県近代文化功労者として表彰。
- 1956年 県教育委員を辞任。3月熊本市長選挙に落選（革新団体より推薦）
  - 坂口主税 67,218票 福田令寿 43,466票。落選がきまり、直ちに坂口にお祝いにかけつけた。85歳であった。
- 1957年 5月、藍綬褒章受章（第2回）
- 1959年 12月、熊本市名誉市民。
- 1961年 8月、松橋町名誉町民。
- 1962年 藍綬褒章(第3回）
- 1964年 4月、勲四等旭日小綬章を受ける。
- 1969年 皇居園遊会に招待。
- 1973年(昭和48年) - 永眠

## 回春病院の後始末
ハンナ・リデルが創立したハンセン病病院回春病院はエダ・ハンナ・ライトの時代であったが、国の方針ですべての外国人はスパイだという目でみていた。経済的にも経営は困難であると評議員の福田令寿は閉鎖しようと発議した。福田は清算人代表となり、神戸に出かけシー・ビー・ケネス、上田穣、福田令寿で清算人会議を開いた。患者は九州療養所に引き取ってもらい、当座必要だろうというので九州療養所に6万円寄付、その外に土地建物は日本ライ予防協会(土地7,135.9坪、価格約7万円）を寄付した。後日細川家から土地を返してくれといわれたが、どうしようもなかった。（半分は細川家からの寄付であった）

## 教育職としての福田令寿
大学をはじめ色々な職場から授業を頼まれている。本職の産婦人科医としては、熊本大学では山崎学長をはじめ専門家がそろっているし、ドイツ医学が主流時代であり、福田は行わなかったが、看護教育とか道徳教育などは精力的に行った。英語会話を第五高等学校から頼まれた時は第1時間目を希望し、その後自分の病院で産婦人科の仕事をした。薬学専門学校は文部省から、修身（現在の道徳教育）がないといわれ、彼が教育を頼まれたという。